# Geglja
Geglja (cyr. Гегља) – wieś w Serbii, w okręgu jablanickim, w gminie Lebane. W 2011 roku liczyła 220 mieszkańców.